# 特朗 (马耶讷省)
特朗（法語：Trans）是法国马耶讷省的一个市镇，属于马耶讷区（Mayenne）拜镇县（Bais）。该市镇总面积15.43平方公里，2009年时的人口为233人。

## 人口
特朗人口变化图示